# 学生やくざ
『学生やくざ』（せいがくやくざ）は、1974年2月16日に東映で公開された日本映画。カラー、84分。

## 概要
空手と度胸と正義感を武器に、悪に立ち向かう一匹狼の学生が、卑劣な暴力団に立ち向かうアクション映画。

## 出演
- 島崎角太郎：渡瀬恒彦
- 銀子：青木リカ
- 堀田艶子：堀越光恵
- 田中組幹部：南利明
- 福本末吉：岡八郎
- 浅田仙介：北村英三
- 高岡竜次：神太郎
- 野中達夫：鈴木サミ
- 沢村：広瀬義宣
- 桑本昇平：北十学
- 利八：汐路章
- 中神五郎：はやみ竜次
- 吉岡辰次：青木卓司
- 石塚松二：鳥巣哲生
- 悦子：章文英
- 洋子：丘舞子
- スケバン：水野まき
- 角太郎の母：荒木雅子
- 佐伯：西田良
- 江尻：川谷拓三
- 須崎：岩尾正隆
- 山乃：前川良三
- 北政会組員：友金敏雄
- 難波会チンピラ：片桐竜次、有田剛一
- 尾関剛二：松川勉
- 尾関の仲間：中山克己
- 東和大学応援団長：宇崎尚韶
- 梅本建造：五十嵐義弘
- 労務者：池田謙治
- 応援団員：白井孝司
- 伊原：山田良樹
- 北条：疋田泰盛
- スケバン：柴容子
- 新一：細井伸悟
- 北政会組員：福本清三、大矢敬典
- 労務者：大城泰
- 堀田浩：峰岸隆之介
- 秋津大三：今井健二
- 本間源吉：菅原文太

以下ノンクレジット
- スケバン：杉本美樹
- スケバン：池玲子

## スタッフ
- 監督：清水彰
- 企画：今川行雄
- 原案：冨綱宏一
- 脚本：皆川隆之、冨綱宏一
- 撮影：わし尾元也
- 照明：北口光三郎
- 録音：中山茂二
- 美術：井川徳道
- 音楽：鏑木創
- 編集：堀池幸三
- 指導・日本正武館：鈴木正文
- 助監督：藤原敏之
- 記録：辻敬子

## 映像ソフト
- 1993年6月に東映ビデオからビデオソフトが発売された（規格：VHS、廃盤）。DVD化はされていない。

| スタブアイコン | サブスタブ | この項目は、まだ閲覧者の調べものの参照としては役立たない、映画に関連した書きかけの項目です。この項目を加筆・訂正などしてくださる協力者を求めています（P:映画/PJ:映画）。 |